# Élections législatives de 1981 dans l'Aveyron
Les élections législatives françaises de 1981 dans l'Aveyron se déroulent les 14 et 21 juin 1981.

## Élus
| Circonscription | Député sortant                       | Parti | Parti     | Député élu ou réélu | Parti | Parti     |
| --------------- | ------------------------------------ | ----- | --------- | ------------------- | ----- | --------- |
| 1re             | Jean Briane                          |       | UDF (CDS) | Jean Briane         |       | UDF (CDS) |
| 2e              | Jean Rigal suppléant de Robert Fabre |       | MRG       | Jean Rigal          |       | MRG       |
| 3e              | Jacques Godfrain                     |       | RPR       | Jacques Godfrain    |       | RPR       |

## Positionnement des partis
La majorité sortante UDF-RPR-CNIP se présente sous le sigle « Union pour la nouvelle majorité », le Parti socialiste unifié sous l'étiquette « Alternative 81 ». Quant aux écologistes proches de Brice Lalonde, ex-candidat à la présidentielle, ils se réunissent sous la bannière « Aujourd'hui l'écologie ».

## Résultats

### Résultats à l'échelle du département
| Parti          | Parti                                      | Premier tour | Premier tour | Second tour | Second tour | Sièges |
| Parti          | Parti                                      | Voix         | %            | Voix        | %           | Sièges |
| -------------- | ------------------------------------------ | ------------ | ------------ | ----------- | ----------- | ------ |
|                | Union pour la démocratie française         | 42 088       | 27,54        | 16 665      | 34,33       | 1      |
|                | Rassemblement pour la République           | 35 317       | 23,11        |             |             | 1      |
|                | Union pour la nouvelle majorité            | 77 405       | 50,64        | 16 665      | 34,33       | 2      |
|                |                                            |              |              |             |             |        |
|                | Parti socialiste                           | 39 109       | 25,59        |             |             | 0      |
|                | Mouvement des radicaux de gauche           | 22 084       | 14,45        | 31 883      | 65,67       | 1      |
|                | Parti communiste français                  | 12 602       | 8,25         |             |             | 0      |
|                | Majorité présidentielle                    | 73 795       | 48,28        | 31 883      | 65,67       | 1      |
|                |                                            |              |              |             |             |        |
|                | Parti socialiste unifié                    | 1 332        | 0,87         |             |             | 0      |
|                | Divers écologiste (Aujourd'hui l'écologie) | 316          | 0,20         | 0           |             |        |
|                |                                            |              |              |             |             |        |
| Inscrits       | Inscrits                                   | 209 755      | 100,00       | 64 131      | 100,00      | 3      |
| Abstentions    | Abstentions                                | 54 228       | 25,85        | 14 561      | 22,71       |        |
| Votants        | Votants                                    | 155 527      | 74,15        | 49 570      | 77,29       |        |
| Blancs et nuls | Blancs et nuls                             | 2 679        | 1,72         | 1 022       | 2,06        |        |
| Exprimés       | Exprimés                                   | 152 848      | 98,28        | 48 548      | 97,94       |        |

### Résultats par circonscription

#### Première circonscription (Rodez)
|                | Jean Briane sortant réélu | UDF (CDS)      | 33 387 | 61,35  |  |  |  |
|                | André Sournac             | PS             | 17 819 | 32,74  |  |  |  |
|                | Michel Lafon              | PCF            | 3 212  | 5,90   |  |  |  |
|                |                           |                |        |        |  |  |  |
| Inscrits       | Inscrits                  | Inscrits       | 74 841 | 100,00 |  |  |  |
| Abstentions    | Abstentions               | Abstentions    | 19 542 | 26,11  |  |  |  |
| Votants        | Votants                   | Votants        | 55 299 | 73,89  |  |  |  |
| Blancs et nuls | Blancs et nuls            | Blancs et nuls | 881    | 1,59   |  |  |  |
| Exprimés       | Exprimés                  | Exprimés       | 54 418 | 98,41  |  |  |  |

#### Deuxième circonscription (Villefranche-de-Rouergue)
| Candidat       | Candidat                 | Parti          | Premier tour | Premier tour | Second tour | Second tour |  |
| Candidat       | Candidat                 | Parti          | Voix         | %            | Voix        | %           |  |
| -------------- | ------------------------ | -------------- | ------------ | ------------ | ----------- | ----------- |  |
|                | Jean Rigal sortant réélu | MRG            | 22 084       | 48,74        | 31 883      | 65,67       |  |
|                | Étienne Bouyou           | UDF (CDS)      | 8 701        | 19,20        | 16 665      | 34,33       |  |
|                | Michel Lombard           | RPR (UNM)      | 7 236        | 15,97        |             |             |  |
|                | Georges Fontanier        | PCF            | 5 955        | 13,14        |             |             |  |
|                | Michel Poux              | PSU            | 1 332        | 2,94         |             |             |  |
|                |                          |                |              |              |             |             |  |
| Inscrits       | Inscrits                 | Inscrits       | 64 124       | 100,00       | 64 131      | 100,00      |  |
| Abstentions    | Abstentions              | Abstentions    | 18 043       | 28,14        | 14 561      | 22,71       |  |
| Votants        | Votants                  | Votants        | 46 081       | 71,86        | 49 570      | 77,29       |  |
| Blancs et nuls | Blancs et nuls           | Blancs et nuls | 773          | 1,68         | 1 022       | 2,06        |  |
| Exprimés       | Exprimés                 | Exprimés       | 45 308       | 98,32        | 48 548      | 97,94       |  |

#### Troisième circonscription (Millau)
|                | Jacques Godfrain sortant réélu | RPR (UNM)      | 28 081 | 52,87  |  |  |  |
|                | Gérard Deruy                   | PS             | 21 290 | 40,08  |  |  |  |
|                | André Perez                    | PCF            | 3 435  | 6,47   |  |  |  |
|                | P. Duvauld                     | MÉP            | 316    | 0,59   |  |  |  |
|                |                                |                |        |        |  |  |  |
| Inscrits       | Inscrits                       | Inscrits       | 70 790 | 100,00 |  |  |  |
| Abstentions    | Abstentions                    | Abstentions    | 16 643 | 23,51  |  |  |  |
| Votants        | Votants                        | Votants        | 54 147 | 76,49  |  |  |  |
| Blancs et nuls | Blancs et nuls                 | Blancs et nuls | 1 025  | 1,89   |  |  |  |
| Exprimés       | Exprimés                       | Exprimés       | 53 122 | 98,11  |  |  |  |